# Pteromonnina
Pteromonnina là một chi thực vật có hoa trong họ Polygalaceae.

## Loài
Chi này gồm các loài:
- Pteromonnina amarella (Chodat) B. Eriksen
- Pteromonnina boliviana (Chodat) B. Eriksen
- Pteromonnina cyanea (Chodat) B. Eriksen
- Pteromonnina exalata (A.W. Benn.) B. Eriksen
- Pteromonnina filifolia (Chodat) B. Eriksen
- Pteromonnina fosbergii (Ferreyra) B. Eriksen
- Pteromonnina herbacea (DC.) B. Eriksen
- Pteromonnina herzogii (Chodat) B. Eriksen
- Pteromonnina leptostachya (Benth.) B. Eriksen
- Pteromonnina lorenziana (Chodat) B. Eriksen
- Pteromonnina macbridei (Chodat) B. Eriksen
- Pteromonnina macrocarpa (Chodat) B. Eriksen
- Pteromonnina macrostachya (Ruiz & Pav.) B. Eriksen
- Pteromonnina polygonoides (Chodat) B. Eriksen
- Pteromonnina pterocarpa (Ruiz & Pav.) B. Eriksen
- Pteromonnina ramosa (I.M. Johnst.) B. Eriksen
- Pteromonnina rugosa (Chodat) B. Eriksen
- Pteromonnina stenophylla (A. St.-Hil.) B. Eriksen
- Pteromonnina weddelliana (Chodat) B. Eriksen